# Marcus Guilhem de Pothuau
Marcus Guilhem de Pothuau OCist (* 16. Januar 1970 in der Region Limousin, Frankreich) ist Abt der Zisterzienserabtei Hauterive.

## Leben
Marc de Pothuau trat 1995 in die Zisterzienserabtei Hauterive ein, wo er im Jahr 1997 seine zeitliche und 2000 seine feierliche Profess ablegte. Nach dem Theologiestudium an der Universität Freiburg wurde er 2007 zum Priester geweiht. Er bekleidete das Amt des Novizenmeisters und war stellvertretender Gastpater.
Nachdem Abt Mauro-Giuseppe Lepori zum Generalabt gewählt worden war, bestimmte ihn die Wahl seiner Mitbrüder am 14. September 2010 zu dessen Nachfolger. Pothuau ist der 60. Abt von Hauterive. Sein Wahlspruch lautet „tenir la place du Christ – die Stelle Christi vertreten“, ein Zitat aus dem Kapitel über den Abt aus der Benediktsregel.